# (4657) Лопес
(4657) Лопес (лат. Lopez) — типичный астероид главного пояса, открыт 22 сентября 1979 года советским астрономом Николаем Черных в Крымской астрофизической обсерватории и 5 марта 1996 года назван в честь испанского астронома Альваро Лопеса-Гарсии.

## Обнаружение и именование
(4657) Лопес
Открыт 22 сентября 1979 года в Научном Н. С. Черных.
Назван в честь Альваро Лопеса Гарсии (р. 1941) — профессора астрономии Университета Валенсии, директора обсерватории университета Валенсии и специалиста по астрометрии и динамике малых планет. В последние годы он инициировал и организовал несколько астрономических конференций в Испании, которые привлекли всё большее международное участие.
Оригинальный текст (англ.)4657 Lopez
Discovered 1979-09-22 by Chernykh, N. S. at Nauchnyj.
Named in honor of Alvaro Lopez Garcia (b. 1941), professor of astronomy at Valencia University, director of the Valencia University Observatory and a specialist in astrometry and the dynamics of minor planets. In recent years he has initiated and organized several astronomical conferences in Spain that have attracted growing international participation.
Источники: DISCOVERY.DB; M.P.C. 26762.

## Физические характеристики
Астероид относится к таксономическому классу C.
По результатам наблюдений в видимом и ближнем инфракрасном диапазоне космического телескопа NEOWISE и наблюдений в инфракрасном диапазоне спутника Akari диаметр астероида сначала оценивался равным 15,967±0,127 км, позже — 18,99±0,84 км, 14,139±0,166 км и 17,49±5,14 км. Согласно тем же источникам альбедо оценивается как 0,1204±0,0055, 0,091±0,009, 0,154±0,042 и 0,051±0,035.